# 貝斯奇察沃姆尼察河
50°17′44″N 16°39′06″E / 50.2955°N 16.6517°E

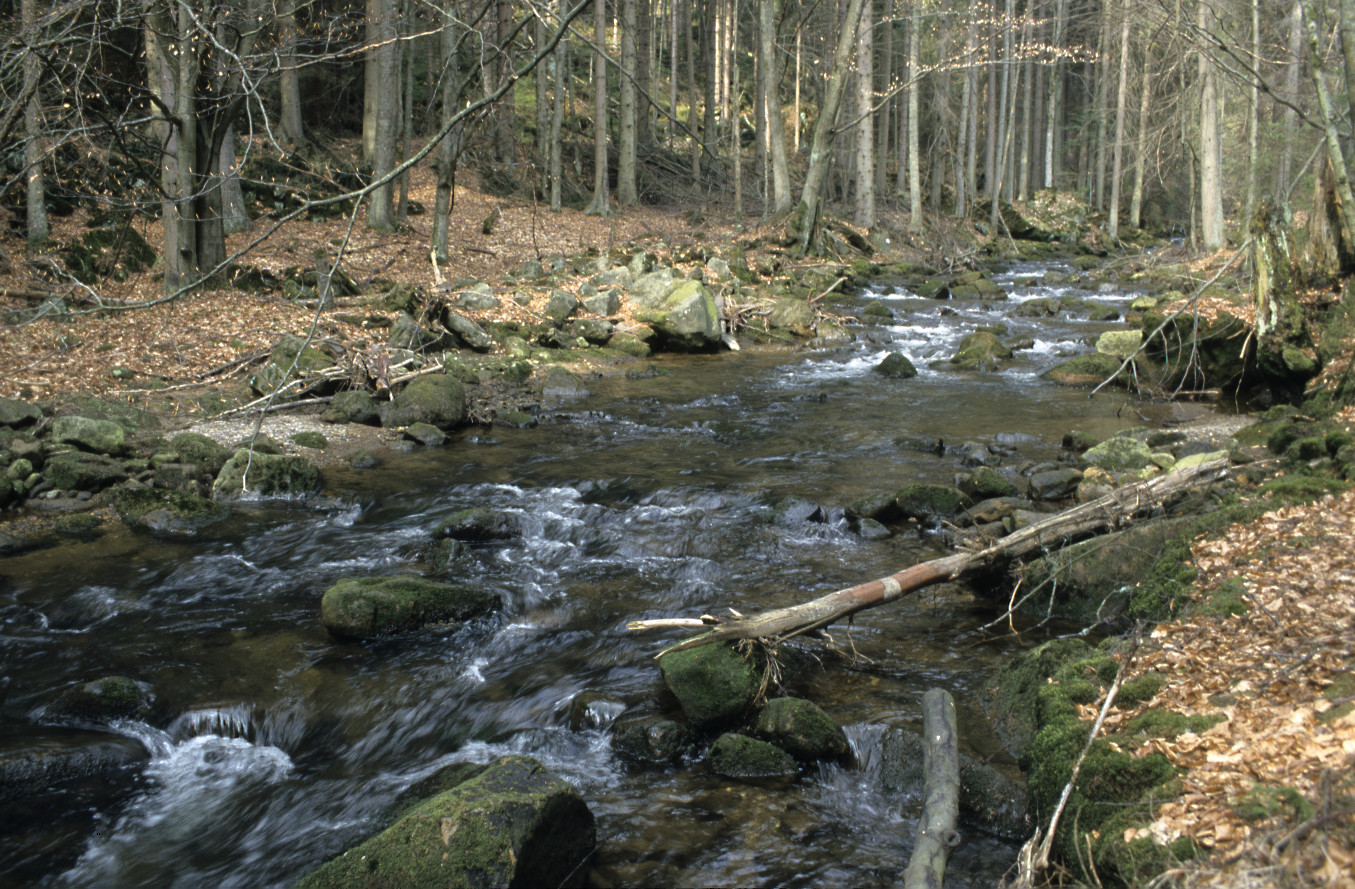

貝斯奇察沃姆尼察河是波蘭的河流，位於該國西南部，屬於尼斯克沃茲卡河的左支流，河道全長25公里，河口處在貝斯奇察克沃茲卡。